# 조지 워싱턴의 군경력
조지 워싱턴의 군경력은 45년 이상(1752-1799)에 걸친 복무를 아우른다. 워싱턴의 복무는 프렌치 인디언 전쟁, 미국 독립 전쟁, 프랑스와의 유사전쟁의 세 시기로 나눌 수 있으며, 세 가지 다른 군대(영국 식민지 민병대, 대륙육군, 미국 육군)에서 복무했다.
워싱턴이 초기 미국 역사에서 중요했기 때문에, 그는 사망한 지 175년 이상 지난 후 사후에 미국 육군 총사령관으로 진급되었으며, 이는 미 육군에서 가능한 최고 계급으로 법적으로 정의되었다.

## 프렌치 인디언 전쟁 복무

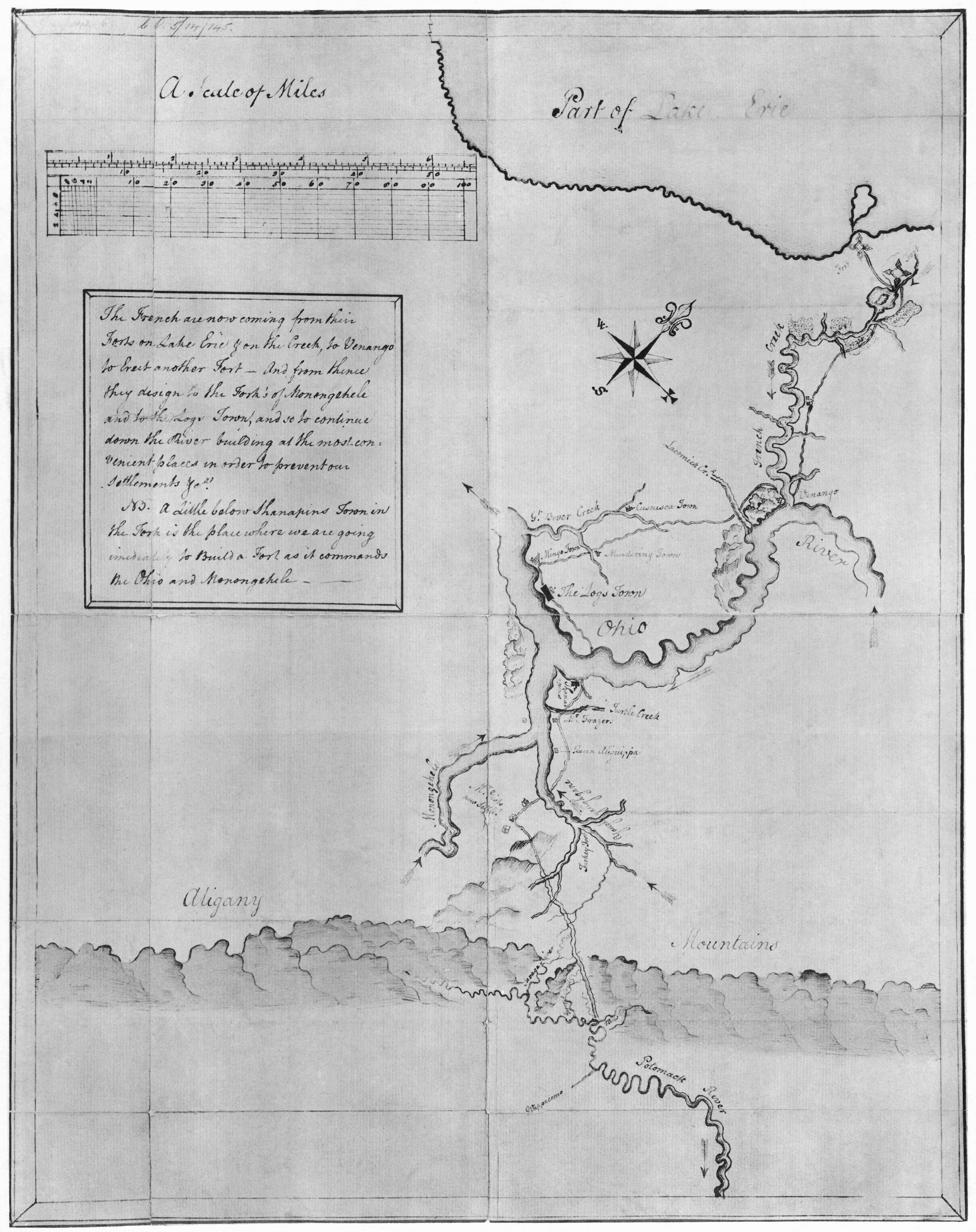
워싱턴의 1754년 지도, 오하이오강과 주변 지역 표시

버지니아의 왕실 총독인 로버트 딘위디는 1753년 2월 워싱턴을 주 민병대 소령으로 임명했다. 그해 프랑스는 영국 식민지인 버지니아와 펜실베이니아도 주장하는 영토인 "오하이오 영토"로 군사 통제를 확대하기 시작했다. 이러한 경쟁적인 주장은 1756년에서 1763년까지 세계 전쟁(식민지에서는 프렌치 인디언 전쟁이라 불리고 유럽에서는 7년 전쟁이라 불림)으로 이어졌으며, 워싱턴은 그 시작의 중심에 있었다. 오하이오 회사는 앵글로-아메리카인 투자자들이 이 영토로 확장하여 새로운 정착지를 열고 인디언 무역을 위한 교역소를 건설하려는 수단 중 하나였다. 딘위디 총독은 영국 정부로부터 영국 주장을 프랑스에 경고하라는 명령을 받았고, 1753년 말 워싱턴 소령을 보내 프랑스에 이러한 주장을 알리고 떠나라고 요청하는 편지를 전달하게 했다. 워싱턴은 또한 로그스타운에서 타나카리슨 (일명 "하프-킹") 및 버지니아와 동맹을 맺은 다른 이로쿼이 지도자들을 만나 프랑스와의 충돌 시 지원을 확보했다. 워싱턴과 하프-킹은 친구이자 동맹이 되었다. 워싱턴은 지역 프랑스 지휘관에게 편지를 전달했지만, 그는 정중히 떠나기를 거부했다.
딘위디 총독은 워싱턴을 오하이오 영토로 다시 보내 현재의 피츠버그, 펜실베이니아주에 요새를 건설하는 오하이오 회사 그룹을 보호하게 했다. 그가 지역에 도착하기도 전에, 프랑스군은 회사 인력을 몰아내고 뒤켄 요새 건설을 시작했다. 타나카리슨이 이끄는 밍고족 동맹과 함께, 워싱턴과 그의 민병대 일부는 약 30명의 프랑스 정찰대를 매복 공격했으며, 이는 조제프 쿨롱 드 주먼빌이 이끌었다. 주먼빌은 사망했으며, 그의 죽음에 대한 상반된 기록이 있다. 프랑스군은 1754년 7월 네세시티 요새에서 워싱턴을 공격하고 생포하여 대응했다. 그는 병력과 함께 버지니아로 돌아갈 수 있었다. 이 경험은 워싱턴의 용기, 주도권, 미숙함, 그리고 성급함을 보여주었다. 이러한 사건들은 국제적인 결과를 낳았다. 프랑스군은 워싱턴이 주먼빌을 암살했다고 비난했는데, 그들은 주먼빌이 워싱턴의 1753년 임무와 유사한 외교 임무 중이었다고 주장했다. 프랑스와 영국 모두 1755년에 북미로 병력을 보냈지만, 전쟁은 1756년까지 공식적으로 선포되지 않았다.

### 브래덕 재앙 1755

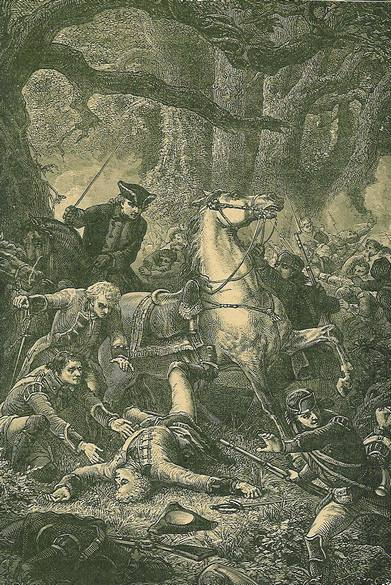
1755년 7월 9일, 머논가힐라 전투에서 에드워드 브래덕 소장의 죽음

1755년, 워싱턴은 불운한 브래덕 원정에서 에드워드 브래덕 장군의 선임 식민지 보좌관이었다. 이 원정은 당시 식민지에 파견된 영국군 최대 규모의 원정이었으며, 프랑스군을 오하이오 영토에서 축출하는 것을 목표로 했다. 프랑스군과 그들의 인디언 동맹군은 원정대를 매복 공격하여 치명적인 부상을 입은 브래덕을 포함하여 900명 이상의 사상자를 냈다. 머논가힐라 전투로 알려지게 된 전투에서 브래덕의 병사들은 혼란 속에 퇴각했지만, 워싱턴은 전장을 오가며 영국군 부대의 잔해를 조직적인 퇴각으로 이끌었다.

### 버지니아 연대 사령관

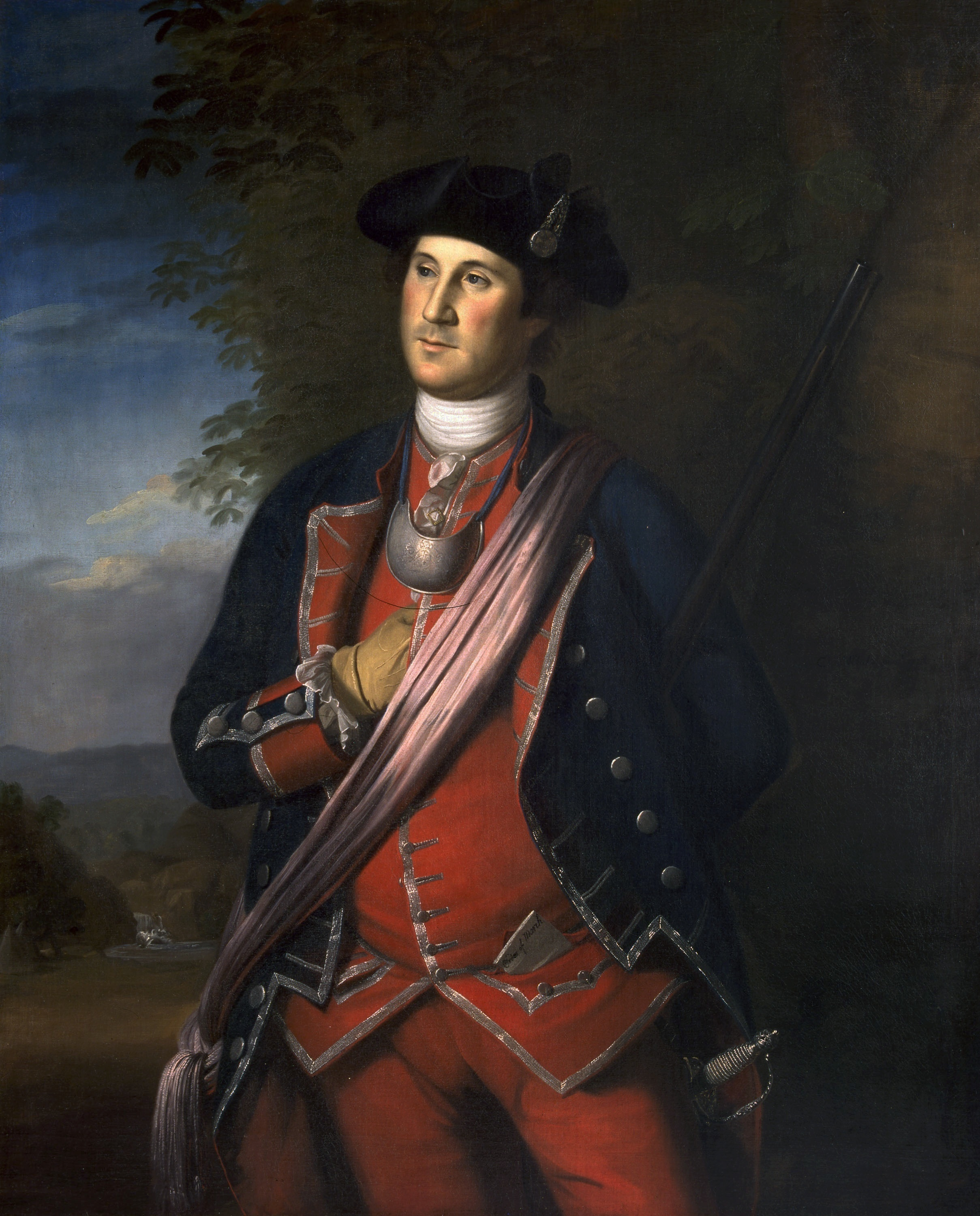
버지니아 연대 대령 시절 워싱턴을 묘사한 찰스 윌슨 필의 1772년 초상화로, 그의 알려진 가장 초기 초상화이다.

총독 딘위디는 1755년 워싱턴에게 "버지니아 연대 대령 및 폐하의 식민지 방어를 위해 현재 모집된 모든 병력의 총사령관"이라는 임명을 내리고 버지니아 국경 방어 임무를 맡겼다. 버지니아 연대는 (비정규 민병대 및 정규 영국군 부대와 달리) 주 연대였다. 워싱턴은 자신이 최선이라고 생각하는 대로 "방어적으로 또는 공격적으로 행동하라"는 명령을 받았다. 천 명의 병사를 지휘하는 워싱턴은 훈련을 강조하는 규율가였다. 그는 서쪽의 인디언들과의 힘든 작전에서 부하들을 이끌었고, 10개월 동안 그의 연대 부대는 20번의 전투를 치르고 병력의 3분의 1을 잃었다. 워싱턴의 강력한 노력 덕분에 버지니아의 국경 인구는 다른 식민지보다 피해를 덜 입었다. 엘리스는 이를 "전쟁에서 그의 유일한 무조건적인 성공"이라고 결론지었다.
1758년, 워싱턴은 뒤켄 요새를 점령하기 위한 포브스 원정에 참여했다. 그는 자신의 부대와 다른 영국군 부대가 서로를 프랑스군으로 오인하여 발포하여 14명이 사망하고 26명이 부상당하는 아군 사격 사건에 당혹감을 느꼈다. 결국 프랑스군은 요새를 버리고 영국군은 오하이오 계곡 통제권을 확보하는 중요한 전략적 승리를 거두면서 실제 전투는 벌어지지 않았다. 버지니아로 돌아온 워싱턴은 1758년 12월 자신의 임무를 사임했으며, 1775년 혁명이 발발할 때까지 군 생활로 돌아가지 않았다.

### 배운 교훈
워싱턴은 자신이 열망했던 영국군 지휘관 직책을 얻지 못했지만, 이 기간 동안 소중한 군사, 정치, 리더십 기술을 습득했다. 그는 그들의 전술을 면밀히 관찰하며, 혁명 기간 동안 매우 귀중했던 그들의 강점과 약점에 대한 깊은 통찰력을 얻었다. 그는 관찰, 독서, 전문 장교들과의 대화를 통해 전장 전술의 기초를 배웠을 뿐만 아니라 조직 및 물류 문제에 대한 좋은 이해도 얻었다. 그는 전반적인 전략, 특히 전략적 지리적 지점을 찾는 방법에 대한 이해를 얻었다. 워싱턴 또한 자신의 중대와 연대를 조직하고, 훈련하고, 훈련시키고, 규율을 잡는 법을 배웠다. 그는 정규군에 비해 너무나 신뢰할 수 없고, 너무나 규율이 없고, 너무나 단기적인 민병대의 가치에 대해 매우 부정적인 생각을 갖게 되었다. 반면에 그의 경험은 약 1,000명의 병력 지휘로 제한되었고, 오직 외딴 국경 지역에서만 이루어졌다.
워싱턴은 재난과 퇴각을 포함한 가장 어려운 상황에서도 자신의 기지와 용기를 보여주었다. 그는 자신의 체구, 힘, 체력, 전투에서의 용기를 바탕으로 지휘력을 발휘하여 병사들에게 자신이 의심 없이 따를 수 있는 타고난 리더임을 보여주었다. 워싱턴의 초기 강인함은 때때로 덜 건설적인 방식으로 나타나기도 했다. 전기 작가 존 R. 올든은 워싱턴이 "영국 장군들에게 큰 호의를 얻기 위해 부풀리고 불성실한 아첨"을 했으며, 때때로 성급함 속에서 젊은 오만함, 질투, 그리고 배은망덕함을 보여주었다고 주장한다.

## 미국 독립 전쟁 복무
식민지에서 정치적 긴장이 고조되자, 워싱턴은 1774년 6월 "페어팩스 결의안"이 채택된 회의를 주재했으며, 이 결의안은 특히 대륙회의 소집을 요구했다. 8월, 워싱턴은 제1차 버지니아 회의에 참석하여 제1차 대륙회의 대표로 선출되었다. 1774년에 긴장이 더욱 고조되면서, 그는 버지니아에서 카운티 민병대 훈련을 돕고 의회가 제정한 영국 상품 불매운동 시행을 조직했다.

### 보스턴
1775년 4월 보스턴 근처에서 렉싱턴 콩코드 전투가 벌어진 후, 식민지는 전쟁에 돌입했다. 워싱턴은 제2차 대륙회의에 군복을 입고 나타나 전쟁 준비가 되어 있음을 알렸다. 의회는 1775년 6월 14일 대륙육군을 창설했다. 그는 매사추세츠의 존 애덤스에 의해 지명되었는데, 그가 버지니아 출신이므로 남부 식민지를 분쟁에 끌어들일 수 있을 것이라는 이유도 부분적으로 작용했다. 의회는 조지 워싱턴을 "연합 식민지군 및 그들에 의해 모집되거나 모집될 모든 병력의 장군 겸 총사령관"으로 임명하고, 1775년 6월 22일 보스턴 포위전 지휘를 맡겼다. 그 시점에서 승리 가능성은 요원해 보였고, 워싱턴은 아내 마사 워싱턴의 반응을 걱정하여 며칠이 지나서야 자신의 임명 사실을 그녀에게 알리는 편지를 썼다.

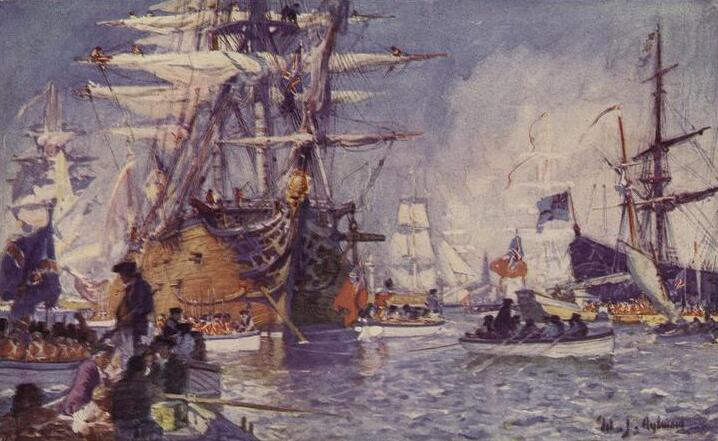
보스턴 포위전이 끝날 무렵 영국군이 도시를 철수하는 모습

워싱턴은 1775년 7월 3일 (우연히도 7월 4일이 그의 총사령관으로서 첫 온전한 날이 되었다), 계속되는 보스턴 포위전 동안 보스턴 외곽의 식민지군 지휘를 맡았다. 그의 첫 조치는 절차를 확립하고 민병대 연대로 시작된 것을 효과적인 전투력으로 만드는 것이었다.
재고 조사 결과 위험한 화약 부족이 드러나자 워싱턴은 새로운 공급원을 요청했다. 영국군 무기고가 습격당하고(서인도 제도 일부 포함) 일부 제조 시도도 있었으나, 1776년 말까지 겨우 충분한 양(약 250만 파운드)이 확보되었으며, 대부분은 프랑스에서 온 것이었다. 그는 중화기를 찾기 위해 헨리 녹스를 타이컨더로가 요새로 파견하여 그곳에서 노획된 대포를 회수하게 했다. 그는 보스턴의 영국군에 대한 공격을 개시하라는 의회의 거듭된 요청을 거부했으며, 그러한 행동에 반대하는 군사 회의를 소집했다. 1775년 11월 대륙해군이 창설되기 전에 그는 의회의 승인 없이 "비밀 해군"을 무장하여 허술하게 방어된 영국 수송선과 보급선을 습격하기 시작했다. 의회가 퀘벡 침공을 승인하자, 워싱턴은 베네딕트 아널드에게 [[베네딕트 아널드의 퀘벡 원정|현재의 메인주 황야를 거쳐 케임브리지에서 퀘벡 시로 진격하는 병력을 이끌도록 허가했다.
포위가 길어지면서 입대 만료 문제가 심각한 우려 사항이 되었다. 워싱턴은 1년 이상의 입대 기간이 효과적인 전투력을 구축하는 데 필요하다고 의회를 설득하려 했지만, 이 노력은 거부되었다. 1776년 대륙육군의 창설은 1년의 입대 기간만 가졌는데, 이는 1776년 말에 다시 문제가 될 것이었다.
워싱턴은 마침내 헨리 녹스의 포병대를 도시가 내려다보이는 도체스터 고지에 배치하고, 영국군이 그 위치를 공격하려고 시도할 경우 케임브리지에서 도시를 공격할 준비를 상세히 함으로써 영국군을 보스턴에서 철수시켰다. 영국군은 보스턴에서 철수하여 배를 타고 떠났지만, 워싱턴은 그들이 핼리팩스, 노바스코샤로 향하는 것을 알지 못했다. 그들이 뉴욕으로 향하고 있다고 믿은 워싱턴은 (실제로 윌리엄 하우 소장의 최종 목적지였다) 대부분의 군대를 그곳으로 서둘러 보냈다.

### 뉴욕시 패배
보스턴에서의 워싱턴의 성공은 뉴욕에서는 반복되지 않았다. 도시가 해군 기지이자 허드슨강으로 통하는 관문으로서 중요성을 인식한 그는 1776년 2월 찰스 리에게 뉴욕 요새화 임무를 위임했다. 도시의 방어력이 좋지 않았음에도 불구하고, 의회는 워싱턴에게 도시를 방어하도록 주장했다. 퀘벡에서의 실패한 군사 작전 또한 그곳에 추가 병력을 요청하게 했고, 워싱턴은 4월에 존 설리번 휘하의 6개 연대를 북쪽으로 파견했다.
워싱턴은 뉴욕에서 첫 번째 주요 지휘 논란에 직면해야 했는데, 이는 부분적으로 지역 마찰의 산물이었다. 뉴욕의 오랜 파트론 가문인 필립 스카일러 장군 휘하의 뉴욕 북부 뉴잉글랜드 병사들은 그의 귀족적인 스타일에 반대했고, 그들의 의회 대표자들은 워싱턴에게 스카일러를 호레이쇼 게이츠로 교체하도록 로비했다. 워싱턴은 게이츠에게 퀘벡 주둔군 지휘를 맡김으로써 문제를 잠재우려 했으나, 퀘벡 원정의 실패로 다시 불만이 제기되었다. 게이츠의 경험에도 불구하고 워싱턴은 개인적으로 스카일러를 선호했고, 게이츠를 스카일러의 부하 역할에 두었다. 이 사건은 워싱턴에게 게이츠의 승진 욕구, 아마도 자신을 희생시키면서라도, 그리고 후자의 의회 내 영향력을 드러냈다.
하우 장군의 군대는 유럽에서 온 수천 명의 추가 병력과 그의 동생인 리처드 하우 제독이 지휘하는 함대로 보강되어 7월 초 뉴욕 해안에 도착하기 시작했으며, 스태튼아일랜드에 무저항 상륙했다. 하우의 의도에 대한 정보가 없었기 때문에 워싱턴은 아직 훈련이 부족한 병력을 맨해튼과 롱아일랜드 사이에 분산시켜야 했다.

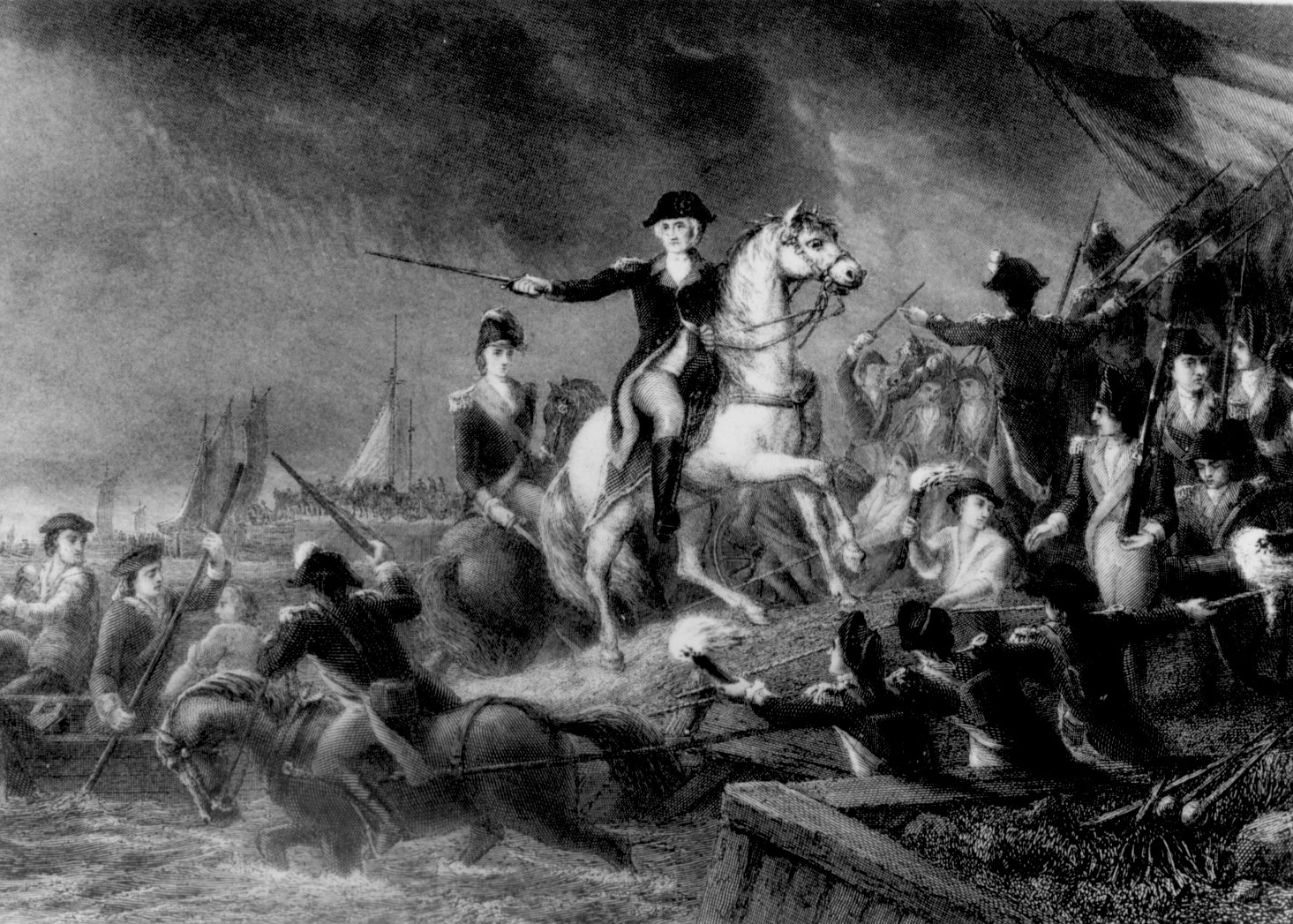
워싱턴이 롱아일랜드에서 퇴각을 이끌다

8월, 영국군은 마침내 뉴욕 시를 점령하기 위한 작전을 시작했다. 그들은 먼저 롱아일랜드에 대규모로 상륙하여 롱아일랜드 전투에서 워싱턴의 전진 배치를 우회했다. 하우는 롱아일랜드에 남아있는 대륙군을 생포할 수 있었던 중요한 전술적 이점을 활용하지 않고, 대신 그들의 위치를 포위하기로 결정했다. 패배할 것이 확실해 보이는 포위전에 직면하자 워싱턴은 철수하기로 결정했다. 일부 역사가들은 그의 가장 위대한 군사적 업적 중 하나라고 평가하는 야간 철수를 감행하여 롱아일랜드에서 이스트강을 건너 맨해튼으로 이동하여 병사들을 구했다.
하우 형제는 그 후 자신들의 위치를 강화하기 위해 잠시 멈췄고, 제독은 9월 11일 의회 대표들과 성과 없는 평화 회의에 참여했다. 나흘 후 영국군은 맨해튼에 상륙하여 경험 없는 민병대를 공포에 질려 퇴각시켰고, 워싱턴은 더 후퇴할 수밖에 없었다. 워싱턴이 9월 16일 할렘 하이츠에서 맨해튼으로 진격하는 영국군을 저지한 후, 하우는 다시 측면 기동을 시도하여 펠스 포인트에 병력을 상륙시켜 워싱턴의 퇴각로를 차단하려 했다. 이 움직임에 맞서기 위해 워싱턴은 대부분의 군대를 화이트플레인스로 철수했고, 10월 28일 짧은 전투 후 더 북쪽으로 후퇴했다. 이로 인해 맨해튼 북부에 남아있는 대륙군 병력이 고립되었고, 하우는 맨해튼으로 돌아와 11월 중순 워싱턴 요새를 점령하고 거의 3,000명의 포로를 잡았다. 나흘 후, 워싱턴 요새 건너편 허드슨강의 리 요새도 점령당했다. 워싱턴은 그의 군대 대부분을 허드슨강을 건너 뉴저지로 데려왔지만, 공격적인 영국군의 진격으로 인해 즉시 후퇴할 수밖에 없었다. 이 작전 동안 전반적인 조직력 부족, 보급품 부족, 피로, 질병, 그리고 무엇보다 미국 지도부에 대한 신뢰 부족으로 인해 훈련되지 않은 정규군과 겁에 질린 민병대가 와해되었다. 워싱턴은 "성공이 매우 불확실하고 적의 손에 넘어갈 가능성이 높은 상황에서 용감한 방어를 했다는 명예만으로는 충분한 자극이 되지 않는 것 같다"고 불평했다.

### 뉴저지 반격

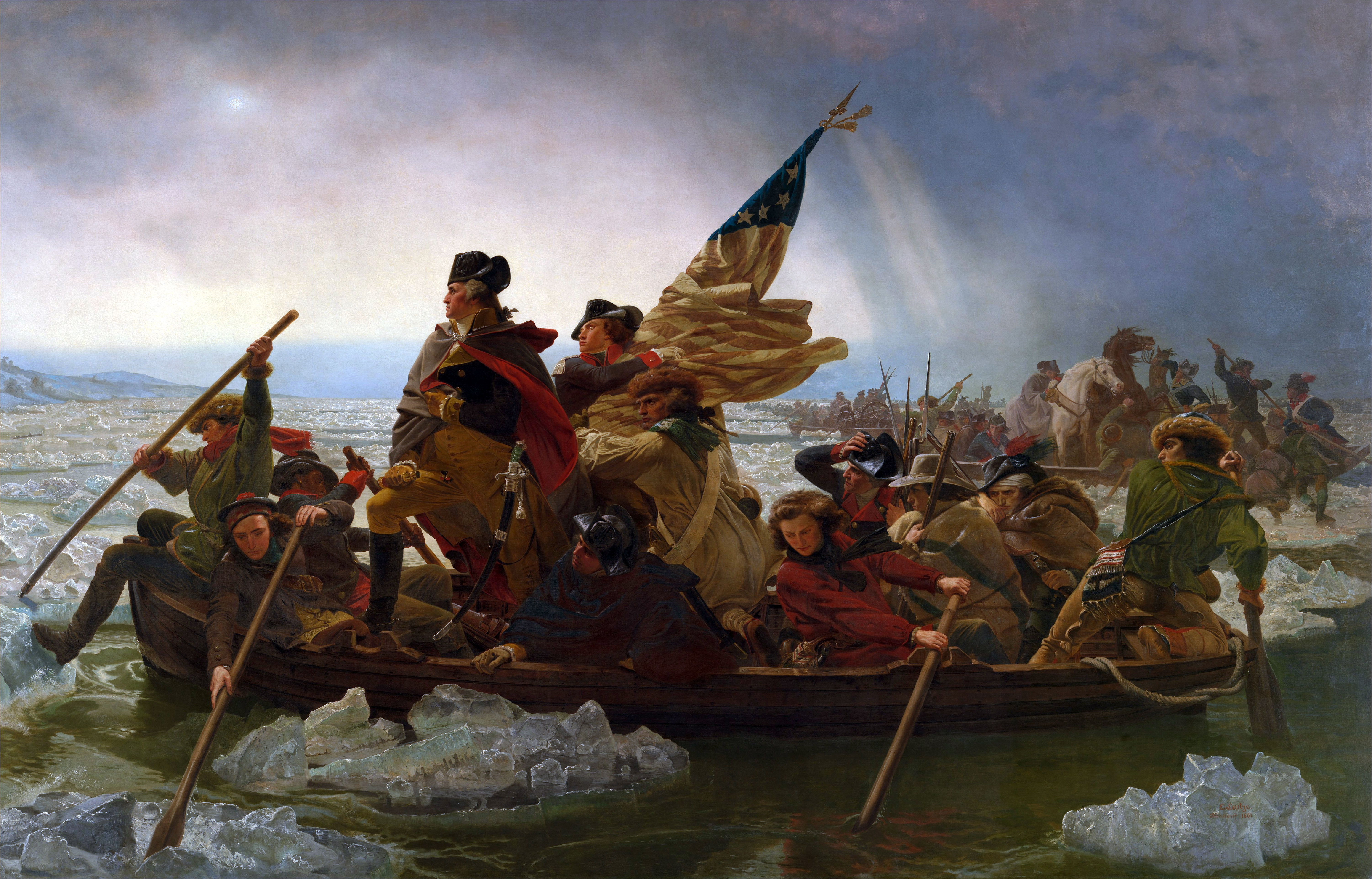
델라웨어강을 건너는 워싱턴, 에마누엘 로이체, 1851년

뉴욕을 잃은 후, 워싱턴의 군대는 두 부분으로 나뉘었다. 한 분견대는 허드슨강 통로를 보호하기 위해 뉴욕 북쪽에 남았고, 워싱턴은 찰스 콘월리스 장군에게 쫓기면서 뉴저지를 가로질러 펜실베이니아로 후퇴했다. 사기가 저하되었고, 대중의 지지는 흔들렸으며, 의회는 영국군의 공격을 두려워하여 필라델피아를 버리고 떠났다. 워싱턴은 게이츠 장군에게 타이컨더로가 요새에서 병력을 데려오라고 명령했으며, 또한 뉴욕 시 북쪽에 남겨두었던 리 장군의 병력에게 자신에게 합류하라고 명령했다.
탈영과 입대 만료로 인한 병력 손실에도 불구하고, 워싱턴은 뉴저지와 펜실베이니아에서 민병대 입대자가 늘어나는 것에 고무되었다. 이 민병대는 영국군의 최전방 전초 기지를 제한하고, 그들의 정찰 및 보급 능력을 제한하는 데 적극적이었다. 워싱턴은 이러한 저항을 조율하지는 않았지만, 이를 활용하여 트렌턴의 헤센병 전초 기지를 공격할 계획을 세웠다. 1776년 12월 25-26일 밤, 워싱턴은 병력을 이끌고 델라웨어강을 건너 다음날 아침 헤센 주둔군을 기습하여 헤센병 1,000명을 생포했다.

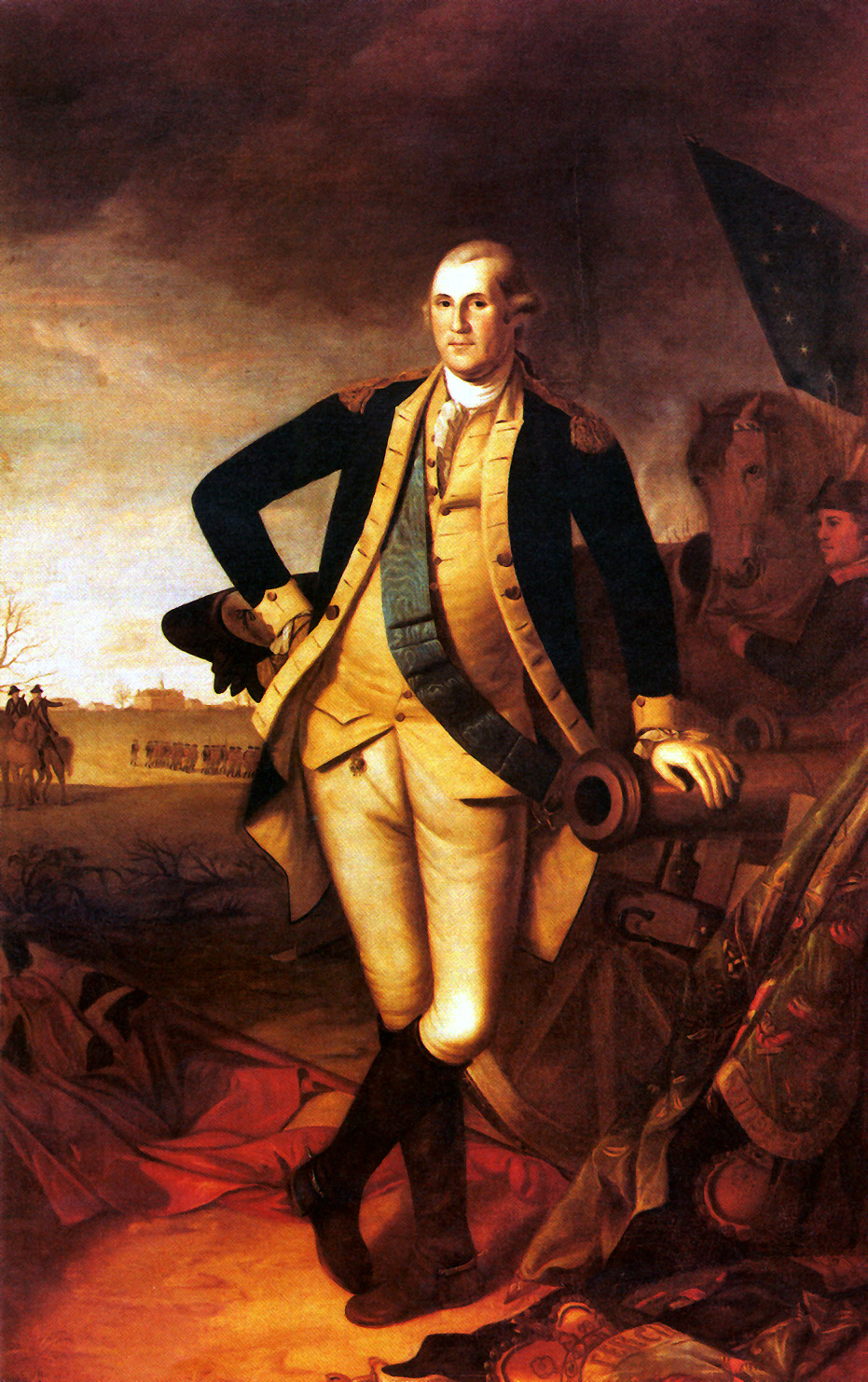
찰스 윌슨 필이 그린 프린스턴의 조지 워싱턴, 1779년

이 작전은 군대의 사기를 크게 높였지만, 콘월리스를 뉴욕에서 나오게 했다. 그는 6,000명 이상의 군대를 재편성하여 대부분을 워싱턴이 트렌턴 남쪽에 점령한 위치로 진격시켰다. 프린스턴에 1,200명의 수비대를 남겨둔 채 콘월리스는 1777년 1월 2일 워싱턴의 위치를 공격했고, 어둠이 내리기 전에 세 번이나 격퇴당했다. 밤 동안 워싱턴은 그 위치를 비웠고, 야영 경비병에게 훨씬 더 큰 군대가 있는 것처럼 보이게 함으로써 군대의 움직임을 감췄다. 워싱턴은 그 다음 프린스턴 주둔군을 공격할 의도로 콘월리스의 위치를 우회했다.
1월 3일, 미국 선발대를 이끌던 휴 머서는 찰스 모후드가 지휘하는 프린스턴 출신의 영국군 병사들과 마주쳤다. 영국군은 머서를 공격했고, 이어진 전투에서 머서는 치명상을 입었다. 워싱턴은 존 캐드월라더 장군 휘하의 증원군을 보냈고, 이들은 모후드와 영국군을 프린스턴에서 몰아내는 데 성공했으며, 많은 병력이 트렌턴의 콘월리스에게로 도망쳤다. 영국군은 전투에서 병력의 4분의 1 이상을 잃었고, 미국군의 사기는 큰 승리로 인해 높아졌다.
이러한 예상치 못한 승리는 영국군을 뉴욕 시 지역으로 후퇴시켰고, 혁명군의 사기를 극적으로 끌어올렸다. 겨울 동안 모리스타운, 뉴저지의 겨울 숙영지에 주둔한 워싱턴은 뉴저지에 주둔한 영국군과 독일군을 괴롭히고 약탈하기 위해 뉴저지와 펜실베이니아 민병대의 행동과 대륙육군 자원의 신중한 사용을 결합하여 뉴저지에 있는 영국군 진지에 대한 낮은 수준의 민병대 전쟁을 느슨하게 조율했다.
1776년 작전에서 워싱턴의 혼합된 성과는 의회에서 큰 비판을 받지 않았다. 12월에 필라델피아를 버리고 볼티모어로 도망치기 전에 의회는 워싱턴에게 "독재적"이라고 묘사된 권한을 부여했다. 뉴저지에서의 성공은 일부 의원들의 눈에 워싱턴을 거의 신격화시켰고, 그 결과 의회는 그에게 훨씬 더 공손해졌다. 워싱턴의 성과는 국제적으로도 주목받았다. 가장 위대한 군사적 천재 중 한 명인 프리드리히 대왕은 "워싱턴의 [트렌턴과 프린스턴에서의] 업적은 군사적 업적 역사상 기록된 것 중 가장 훌륭하다"고 썼다.

### 필라델피아 상실
1777년 5월, 영국군은 군사 작전을 재개했으며, 하우 장군은 뉴저지 워칭 산맥의 방어 진지에서 워싱턴을 끌어내려 시도했지만 실패했고, 존 버고인 장군은 퀘벡에서 남쪽으로 올버니를 향해 군대를 이끌었다. 버고인이 7월 초 타이컨더로가 요새를 저항 없이 점령한 후, 하우 장군은 자신의 군대 대부분을 수송선에 태워 떠났고, 워싱턴은 그의 목적지에 대해 의아해했다. 워싱턴은 올버니 방어를 돕기 위해 일부 병력을 북쪽으로 파견했고, 하우의 목표가 필라델피아라는 것이 분명해지자 나머지 병력 대부분을 필라델피아 남쪽으로 이동시켰다.

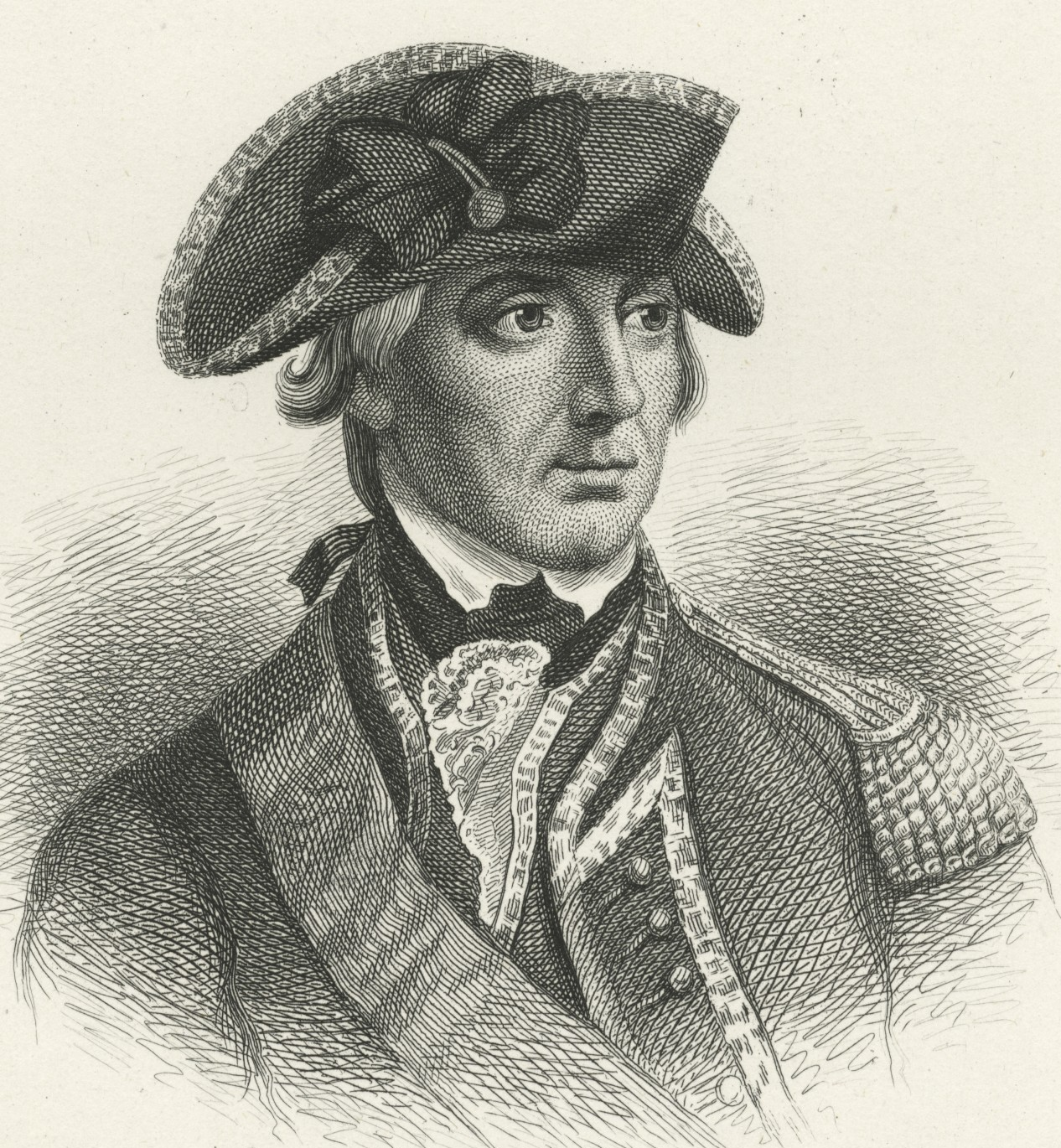
윌리엄 하우 장군

의회는 유럽 주재 외교 대표들의 요청으로 1777년 초 여러 유럽 용병들에게 군사 임명을 발행했다. 사일러스 딘이 추천한 두 명의 용병, 라파예트 후작과 토마스 콘웨이는 워싱턴의 활동에 중요한 역할을 할 것이었다. 갓 스무 살이던 라파예트는 처음에는 딘이 소장 임명을 제안하면서 권한을 넘어섰다는 말을 들었지만, 자신의 비용으로 군대에 자원하겠다고 제안했다. 워싱턴과 라파예트는 만났을 때 즉시 서로를 좋아하게 되었고, 라파예트는 워싱턴의 가장 신뢰받는 장군이자 조언자 중 한 명이 되었다. 반면에 콘웨이는 워싱턴의 리더십을 높이 평가하지 않았고, 1777년 작전 시즌과 그 여파에서 문제의 원인이 되었다.
하우 장군은 병력을 체서피크만 북쪽 끝에 있는 필라델피아 남쪽에 상륙시켰고, 1777년 9월 11일 브랜디와인 전투에서 워싱턴의 측면을 공격했다. 추가 기동 후 워싱턴은 도시에서 후퇴할 수밖에 없었고, 영국군이 9월 26일 필라델피아로 무저항 진군할 수 있게 되었다. 워싱턴이 수도를 방어하지 못한 것은 도시를 피해 요크로 도망친 의회와 다른 육군 장교들로부터 거센 비판을 불러일으켰다. 부분적으로 비판자들을 침묵시키기 위해 워싱턴은 저먼타운에 노출된 영국군 기지에 대한 정교한 공격을 계획했다. 10월 4일의 저먼타운 전투는 공격의 복잡성과 투입된 민병대의 미숙함으로 인해 부분적으로 실패했다. 워싱턴의 병력 400명 이상이 생포되었으며, 여기에는 조지 매튜스 대령과 제9 버지니아 연대 전체가 포함되었다. 공격 지부 중 하나를 이끌던 애덤 스티븐이 취해서 합의된 공격 계획에서 벗어난 것도 도움이 되지 않았다. 그는 군법 회의에 회부되어 군대에서 해고되었다. 역사가 로버트 레키는 그 전투가 아슬아슬한 승부였으며, 약간의 변화만 있었다면 워싱턴에게 결정적인 승리를 가져다줄 수 있었을 것이라고 언급한다.
워싱턴의 1777년 여름 전략적 결정은 하우가 새러토가 북쪽이 아닌 필라델피아 남쪽으로 이동할 것이라고 생각했기 때문에 필라델피아 인근에서의 자신의 작전을 희생하면서 새러토가에서 게이츠의 군대에 큰 도움을 주었다. 그는 7월에 자신의 군대에서 1,000명 이상의 병력을 북쪽으로 파견하여 새러토가 전역에 합류하도록 함으로써 큰 위험을 감수했다. 그는 가장 공격적인 야전 지휘관인 베네딕트 아널드 소장과 뉴잉글랜드 민병대와의 영향력으로 유명하며 워싱턴이 가장 좋아하는 장군 중 한 명인 벤저민 링컨 소장의 형태로 북쪽에 지원을 보냈다. 그는 뉴욕 고지를 방어하는 이즈리얼 퍼트넘의 병력 중 750명을 게이츠의 군대에 합류시키라고 명령했다. 그는 또한 자신의 군대에서 가장 좋은 병력을 보냈다: 대니얼 모건 대령과 새로 창설된 임시 소총병대(약 500명의 특별히 선발된 저격 능력으로 선발된 펜실베이니아, 메릴랜드, 버지니아 출신 소총병들로 구성됨). 이 부대는 모건의 소총병으로 알려지게 되었다.

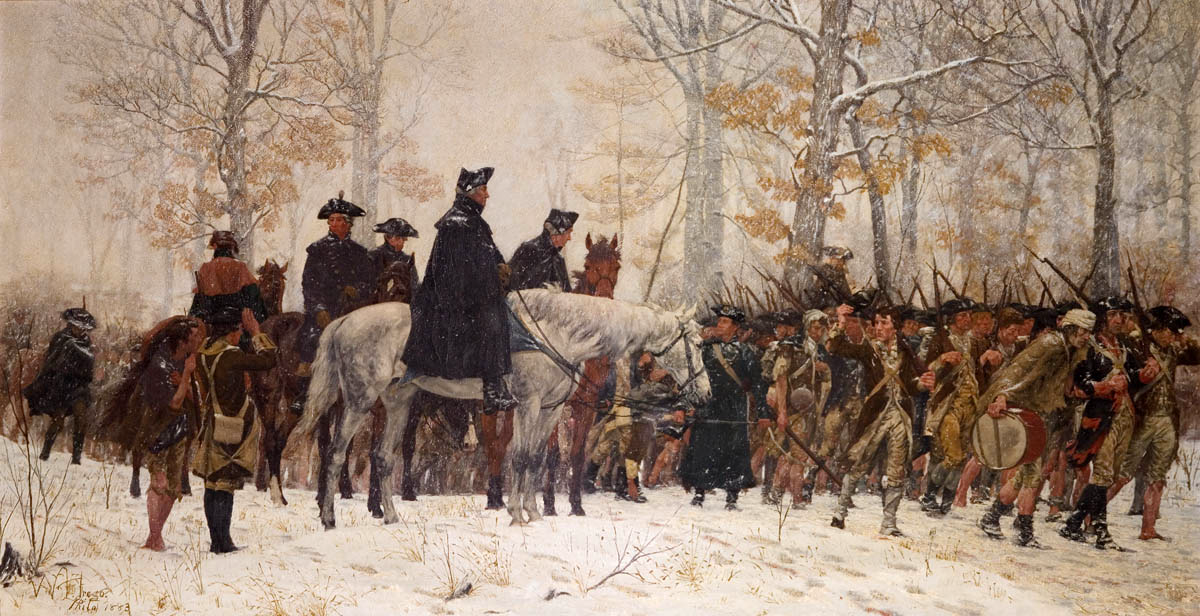
밸리 포지로 진격하는 워싱턴의 군대

그동안 하우의 도움을 받을 수 없었던 버고인은 10월 17일 베미스 고지 전투 후 10일 만에 포위되어 전군을 항복할 수밖에 없었다. 이 승리는 게이츠 장군을 영웅으로 만들었고, 그는 의회의 칭송을 받았다. 이러한 일이 일어나는 동안 워싱턴은 멀리서 델라웨어강을 영국군에게 통제력을 잃는 것을 지켜보았고, 12월에 자신의 군대를 밸리 포지의 겨울 숙영지로 행군시켰다. 워싱턴은 필라델피아에서 더 가깝거나 멀리 떨어진 곳에 주둔하라는 권고에도 불구하고 밸리 포지를 선택했는데, 이는 영국군의 움직임을 감시하기에 충분히 가깝고, 서쪽의 비옥한 농경지를 적의 약탈 원정으로부터 보호할 수 있었기 때문이다.

### 밸리 포지
워싱턴의 군대는 다음 6개월 동안 밸리 포지에 머물렀다. 겨울 동안 약 11,000명 중 2,500~3,000명(추정치는 다양하지만)이 질병과 노출로 사망했다. 군대의 어려움은 워싱턴의 정치적 반대자 중 한 명인 토머스 미플린이 병참부를 심하게 잘못 관리한 것, 그리고 농부들과 상인들이 거의 가치 없는 대륙 지폐 대신 스털링 은화로 지불하는 영국군에게 상품을 파는 것을 선호한 것을 포함한 여러 요인으로 인해 악화되었다. 모리배들도 군대를 희생시켜 이익을 얻으려 했으며, 민간인에게 같은 상품에 대해 부과하는 것보다 1,000배나 비싸게 군대에 청구했다. 의회는 워싱턴에게 군대에 필요한 보급품을 압수할 권한을 부여했지만, 그는 그 권한을 사용하기를 꺼려했는데, 이는 전쟁이 싸워지고 있다고 주장되는 폭정과 유사했기 때문이다.
겨울 동안 그는 프로이센 참모진의 베테랑인 프리드리히 빌헬름 폰 슈토이벤 남작이 감독하는 전면적인 훈련 프로그램을 도입했다. 군대가 겪는 어려움에도 불구하고 이 프로그램은 놀라운 성공을 거두었으며, 워싱턴의 군대는 1778년 봄에 훨씬 더 훈련된 부대로 거듭났다.
워싱턴 자신도 다양한 출처로부터 자신의 지도력에 대한 불만에 직면해야 했다. 필라델피아를 잃은 것이 일부 의회 의원들로 하여금 그를 지휘관 자리에서 해임하는 것을 논의하게 만들었다. 이들은 게이츠, 미플린, 콘웨이 장군을 포함한 군 내부의 워싱턴 비난자들에 의해 부추겨졌다. 특히 게이츠는 콘웨이와 벤저민 러시 의원, 리처드 헨리 리 의원에 의해 워싱턴의 바람직한 후임자로 여겨졌다. 공식적인 음모의 증거는 없지만, 이 사건은 콘웨이 음모로 알려져 있는데, 군 내부의 불만이 콘웨이가 게이츠에게 보낸 비판적인 편지에서 드러났고, 그 내용 중 일부가 워싱턴에게 전달되었기 때문이다. 워싱턴은 비판 내용을 의회에 공개했고, 의회와 군대 내의 그의 지지자들이 그를 지지하기 위해 뭉쳤다. 게이츠는 결국 이 사건에서의 자신의 역할에 대해 사과했고, 콘웨이는 사임했다. 워싱턴의 지위와 권위는 다시는 심각하게 도전받지 않았다. 전기 작가 론 셔노는 워싱턴이 이 사건을 처리하는 방식이 그가 "뛰어난 정치적 내부 투쟁가"였으며, 반대자들이 음모를 꾸미는 동안에도 평정심과 품위를 유지했음을 보여주었다고 지적한다.

### 프랑스의 전쟁 참전
사라토가에서의 승리(어느 정도는 저먼타운에서의 워싱턴의 거의 성공)는 프랑스가 미국 동맹국으로서 공개적으로 전쟁에 참전하도록 설득하는 데 큰 영향을 미쳤다. 프랑스의 전쟁 참전은 역학을 변화시켰는데, 영국군은 더 이상 해상 통제에 확신할 수 없게 되었고, 본토와 전 세계 다른 식민지 영토에 대한 침공을 걱정해야 했다. 이제 헨리 클린턴 경 장군의 지휘를 받는 영국군은 1778년에 필라델피아에서 철수하여 뉴욕 시로 돌아갔고, 워싱턴은 몬머스 전투에서 그들을 공격했다. 이것은 북부에서의 마지막 주요 전투였다. 전투 전에 워싱턴은 선발대 지휘권을 그해 초에 교환되었던 찰스 리에게 주었다. 리는 워싱턴의 확고한 지시에도 불구하고 라파예트의 영국군 후방에 대한 조직적인 공격 제안을 거부했으며, 영국군이 그를 마주하자 퇴각했다. 워싱턴이 주력군을 이끌고 도착하자, 그와 리는 격렬한 말다툼을 벌였고, 워싱턴은 리에게 지휘권을 내려놓으라고 명령했다. 워싱턴은 지난 겨울 훈련 프로그램으로 군대의 전술과 실행 능력이 향상되었기 때문에 회복할 수 있었고, 영국군과 무승부를 기록했다. 리는 군법 회의에 회부되어 결국 군대에서 해고되었다.

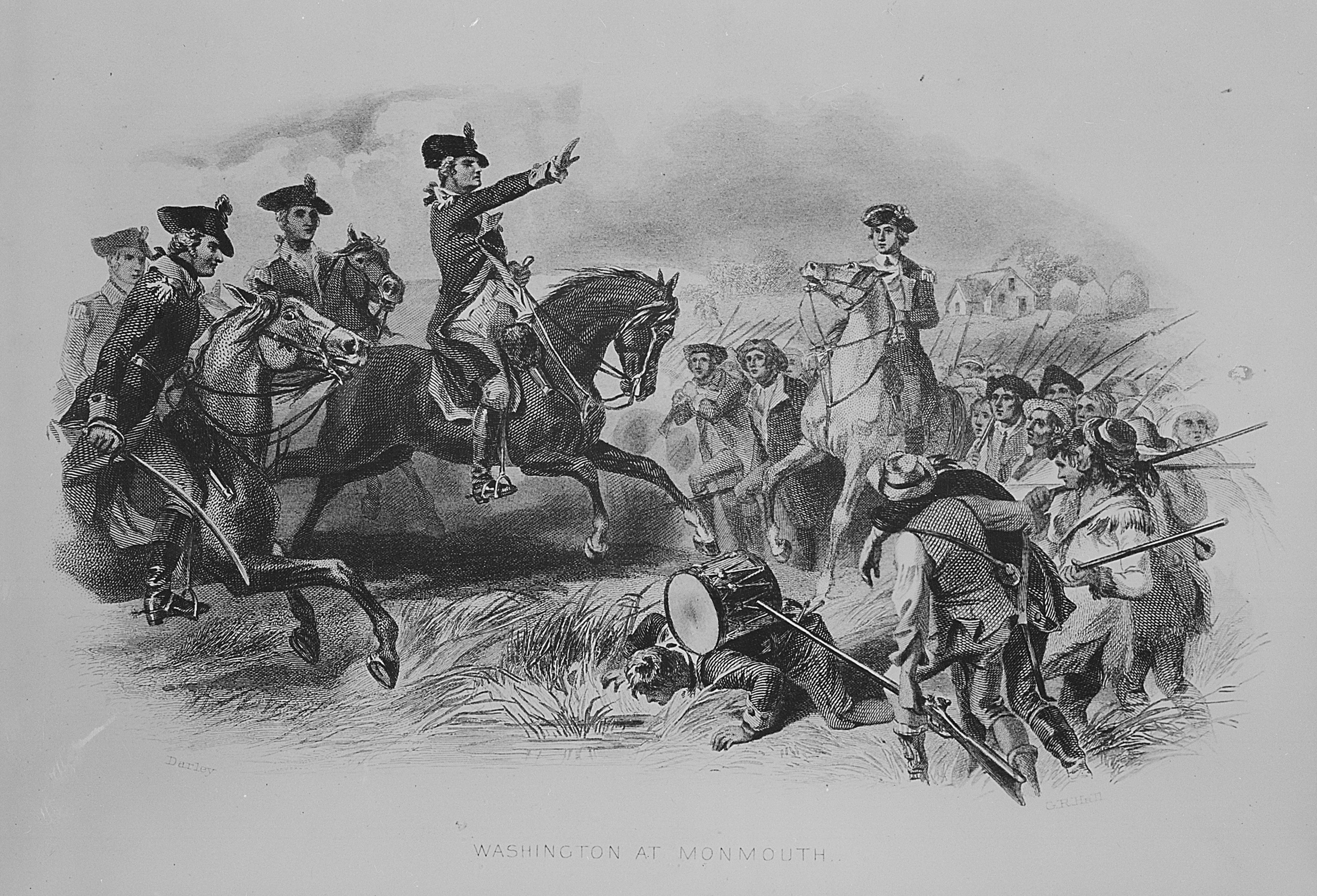
몬머스 전투의 워싱턴

북부에서의 전쟁은 향후 몇 년 동안 교착 상태에 빠졌다. 영국군은 뉴포트, 로드아일랜드를 성공적으로 방어했지만, 프랑스-미국 연합군의 침공 시도는 악천후와 연합군 간의 협력 어려움으로 좌절되었다. 퀘벡의 프레드릭 핼디먼 경이 조직하고 지원한 영국군과 인디언 병력은 1778년 국경 정착지들을 습격하기 시작했으며, 서배너, 조지아는 그해 말 점령되었다. 국경 활동에 대응하여 워싱턴은 1779년 여름 이로쿼이족에 대한 대규모 원정을 조직했다. 설리번 원정에서 존 설리번 소장이 이끄는 상당한 병력이 국경 습격에 대한 보복으로 뉴욕 북서부의 이로쿼이족 땅에서 그들을 몰아냈다.

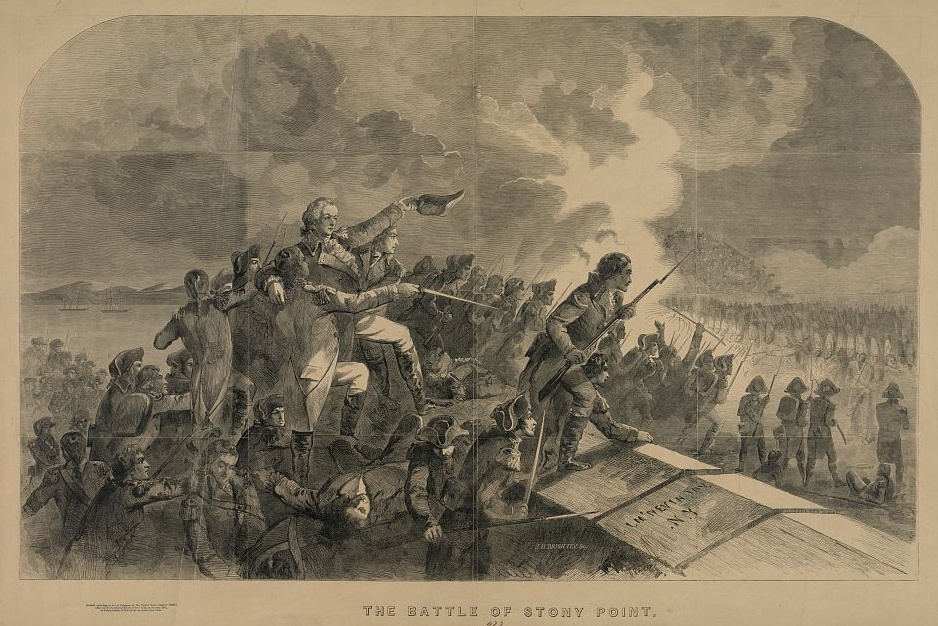
1779년 스토니 포인트 전투에서 병력을 지휘하는 앤서니 웨인 장군

뉴욕에서의 워싱턴의 상대도 활발하게 활동했다. 클린턴은 코네티컷에서 체서피크만에 이르는 해안 지역사회에 대한 여러 차례의 수륙 양용 습격에 참여했으며, 허드슨강 계곡의 워싱턴의 방어선을 시험했다. 강을 따라 대규모로 진격하여 스토니 포인트의 핵심 전초 기지를 점령했지만, 더 이상 진격하지 않았다. 클린턴이 습격 작전을 위해 병력을 보충하기 위해 그곳의 주둔군을 약화시키자, 워싱턴은 반격을 조직했다. 앤서니 웨인 장군이 이끄는 병력은 오직 총검만을 사용하여 스토니 포인트를 탈환했다. 미국군은 그 지점을 점령하지 않기로 결정했지만, 이 작전은 미국군의 사기를 북돋고 영국군의 사기를 저하시켰다. 미국군의 사기는 그해 말, 프랑스-미국 협력의 두 번째 주요 시도인 서배너 탈환 시도가 막대한 사상자와 함께 실패하면서 타격을 입었다.

### 어려운 시기
1779-80년의 겨울은 기록된 식민지 역사상 가장 추운 겨울 중 하나였다. 뉴욕 항구가 얼어붙었고, 대륙육군 겨울 캠프는 눈으로 뒤덮여 밸리 포지에서 겪었던 것보다 더 큰 어려움을 겪었다. 전쟁은 인기가 떨어지고 있었고, 의회와 주정부가 발행한 인플레이션성 지폐는 경제와 군대 보급 능력을 해쳤다. 지폐는 또한 군대의 사기를 떨어뜨렸는데, 병사들이 그것으로 급여를 받았기 때문이다.

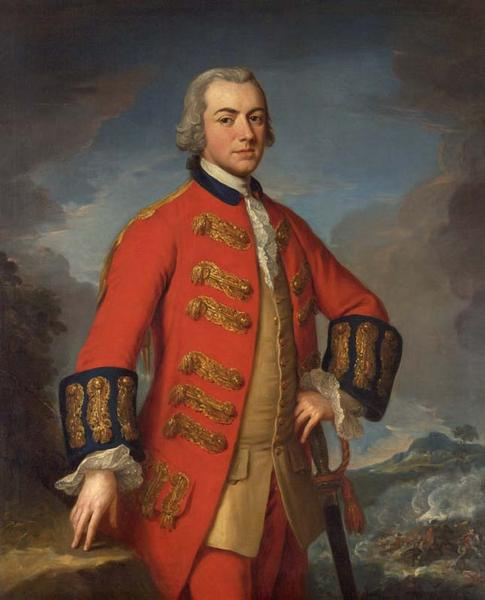
헨리 클린턴 장군 경

1779년 말 영국군은 대부분의 남부인들이 본질적으로 왕당파라는 가정에 기반한 새로운 전략을 시작했다. 클린턴 장군은 뉴포트에서 영국군 주둔군을 철수시키고 10,000명 이상의 병력을 집결시켜 1780년 상반기에 찰스턴, 사우스캐롤라이나를 성공적으로 포위했다. 1780년 6월 그는 5,000명 이상의 대륙군 병사와 민병대를 생포했는데, 이는 미국에게 있어 전쟁 최악의 단일 패배였다. 워싱턴은 3월 말에 자신의 군대에서 여러 연대 병력을 남쪽으로 비관적으로 파견했는데, 이는 그가 임박한 재앙으로 보았던 상황에 어떤 영향을 미칠 수 있기를 바랐기 때문이다.
워싱턴의 군대는 1780년에 수많은 문제로 고통받았다. 인력 부족, 자금 부족, 장비 부족이었다. 이러한 부족으로 인해 워싱턴은 대규모 원정 요구를 거부하고, 뉴욕에 있는 주요 영국군 주둔에 집중하기를 선호했다. 뉴저지 병력 내 불만 소식을 접한 뉴욕의 영국군은 모리스타운의 주요 군 기지에 도달하기 위해 두 번 시도했다. 이러한 시도는 코네티컷 농장과 스프링필드 전투에서 상당한 민병대의 지원으로 좌절되었다.
1780년 9월, 워싱턴에게 새로운 충격이 닥쳤다. 영국군 소령 존 앙드레가 뉴욕 외곽에서 체포되었고, 그가 소지한 문서에서 영국군과 베네딕트 아널드 장군 사이의 음모가 드러났다. 워싱턴은 아널드의 군사적 재능을 존경했으며, 1777년 10월 새러토가 전투에서 아널드가 심한 부상을 입은 후 그에게 필라델피아 군 지휘권을 주었다. 그곳에서의 재임 기간 동안 아널드는 많은 정치적 적을 만들었으며, 1779년에는 클린턴 장군과 비밀 협상(부분적으로 앙드레가 중재)을 시작했는데, 이는 아널드가 요청하고 워싱턴이 1780년 7월 그에게 준 지휘권인 웨스트포인트를 항복시키려는 음모로 절정에 달했다. 아널드는 앙드레의 체포 사실을 알게 되었고 워싱턴이 회의를 위해 웨스트포인트에 도착하기 직전에 영국군 진영으로 도주했다. 클린턴과의 협상에서 워싱턴은 앙드레를 아널드와 교환할 것을 제안했지만, 클린턴은 거부했다. 앙드레는 스파이로 교수형에 처해졌고, 아널드는 영국군 준장이 되었다. 워싱턴은 뉴욕 시에서 아널드를 납치하려는 시도를 조직했지만, 아널드가 버지니아로 약탈 원정을 떠나면서 좌절되었다.

### 간첩 활동
워싱턴은 영국군과 왕당파 병력을 추적하고 미국군과 프랑스군의 전력 및 의도에 대해 적을 오도하는 첩보망을 성공적으로 개발했다. 반대로 영국 첩보 활동은 제대로 이루어지지 않았다. 많은 저명한 왕당파들이 런던으로 도피하여 저메인 경과 다른 고위 관리들에게 대규모 잠재적 왕당파 전투 병력이 있으며, 영국군이 근처에 도착하자마자 봉기하여 합류할 것이라고 설득했다. 이것은 전적으로 거짓이었지만, 영국은 특히 1780-81년 남부 전역에서 이에 크게 의존하여 재앙을 초래했다. 워싱턴은 뉴욕 시에서 영국군을 속여 전군, 즉 프랑스군 전체를 도시를 우회하여 버지니아까지 행군시켰고, 그곳에서 콘월리스와 그의 군대를 기습했다. 영국 첩보 활동의 가장 큰 실패는 런던의 고위 지휘부와 뉴욕 간의 버고인 뉴욕 침공 지원 필요성에 대한 오해였다. 영국군의 통신 실패와 무슨 일이 일어나고 있는지에 대한 첩보 부족은 버고인 전군의 항복으로 이어졌다.
워싱턴은 정찰병을 통한 적 위치에 대한 체계적인 정찰을 활용하고, 벤저민 톨마지 소령이 컬퍼 스파이 조직을 구축하는 것을 후원했다. 워싱턴은 이중 스파이를 불신했고, 베네딕트 아널드의 배신에 속아 넘어갔다. 워싱턴은 첩보 보고서에 세심한 주의를 기울였고, 이에 따라 행동했다. 그는 정보 장교들이 서로에게 브리핑을 하도록 했고, 그들의 계획에 대한 사전 승인을 고집하지 않았다. 그의 정보 시스템은 미국인의 당파적인 비대칭 전략을 형성하는 데 필수적인 무기가 되었다. 이는 1790년대에 워싱턴이 정보 수집을 대통령 권력의 중요한 도구로 공식화하는 기반을 마련했다.

### 승리

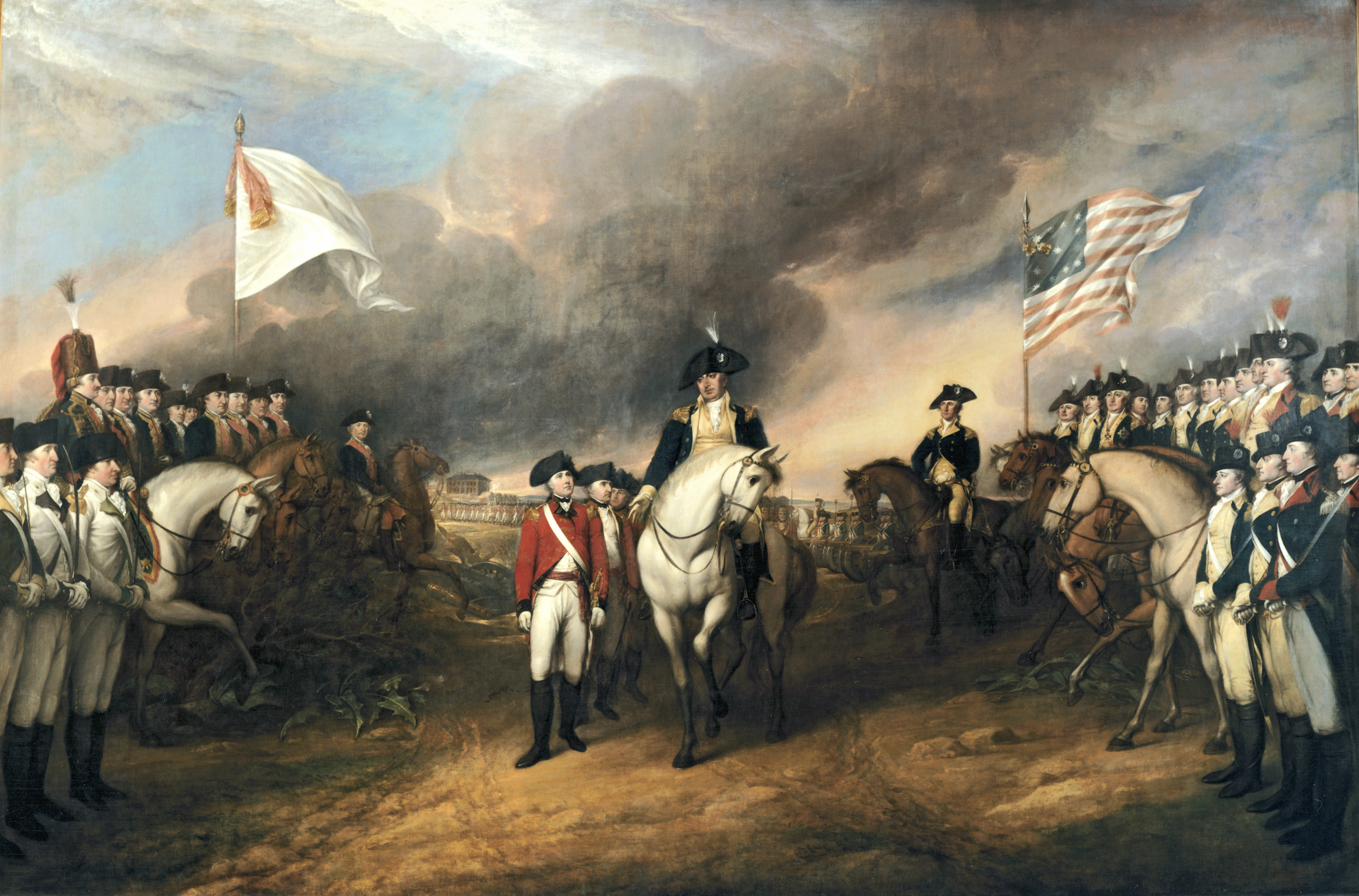
존 트럼불의 요크타운에서 콘월리스 경의 군대가 항복하는 장면 묘사

콘월리스 장군이 지휘하는 영국군은 캐롤라이나와 버지니아를 거쳐 영국 해군에 의해 철수하기 위해 요크타운으로 향했다. 워싱턴은 뉴잉글랜드 주둔 프랑스군과 뉴욕 주둔 미국군 모두가 영국군에게 눈치채이지 않고 버지니아로 몰래 이동하는 정교한 작전을 조율했다. 콘월리스는 포위당했고, 프랑스 해군이 영국 구조 함대에 승리하면서 그의 희망은 좌절되었다. 1781년 10월 17일 콘월리스가 워싱턴에게 항복하면서 주요 전투는 끝났다. 런던에서는 전쟁 강경파가 의회의 통제력을 잃었고, 영국은 전쟁을 종식시키는 파리 조약을 협상했다. 미국을 주요 무역 파트너로 얻으려는 희망으로 영국은 놀랍도록 관대한 조건을 제시했다.
워싱턴은 승리를 위한 미국 전략을 고안했다. 이 전략은 대륙군이 6년 동안 힘을 유지하고 1777년 새러토가와 1781년 요크타운에서 두 주요 영국군을 생포할 수 있게 했다. 일부 역사가들은 워싱턴을 장군 선택 및 감독, 군대 보존 및 지휘, 의회, 주지사 및 민병대와의 협력, 보급, 물류 및 훈련에 대한 주의 깊은 관리에 대해 칭송했다. 비록 워싱턴이 영국 장군들에게 반복적으로 전술적 우위를 점유당했지만, 그의 전반적인 전략은 성공적이었다: 항상 인구의 90%를 통제하고(왕당파 민간인 진압 포함), 군대를 온전하게 유지하며, 결정적인 전투를 피하고, 수적으로 열세인 적군을 생포할 기회를 찾는 것. 워싱턴은 군사적 보수주의자였다. 그는 유럽 모델에 따라 정규군을 건설하고 재래식 전쟁을 치르는 것을 선호했으며, 종종 규율 없는 미국 민병대에 대해 불평했다.

### 사임

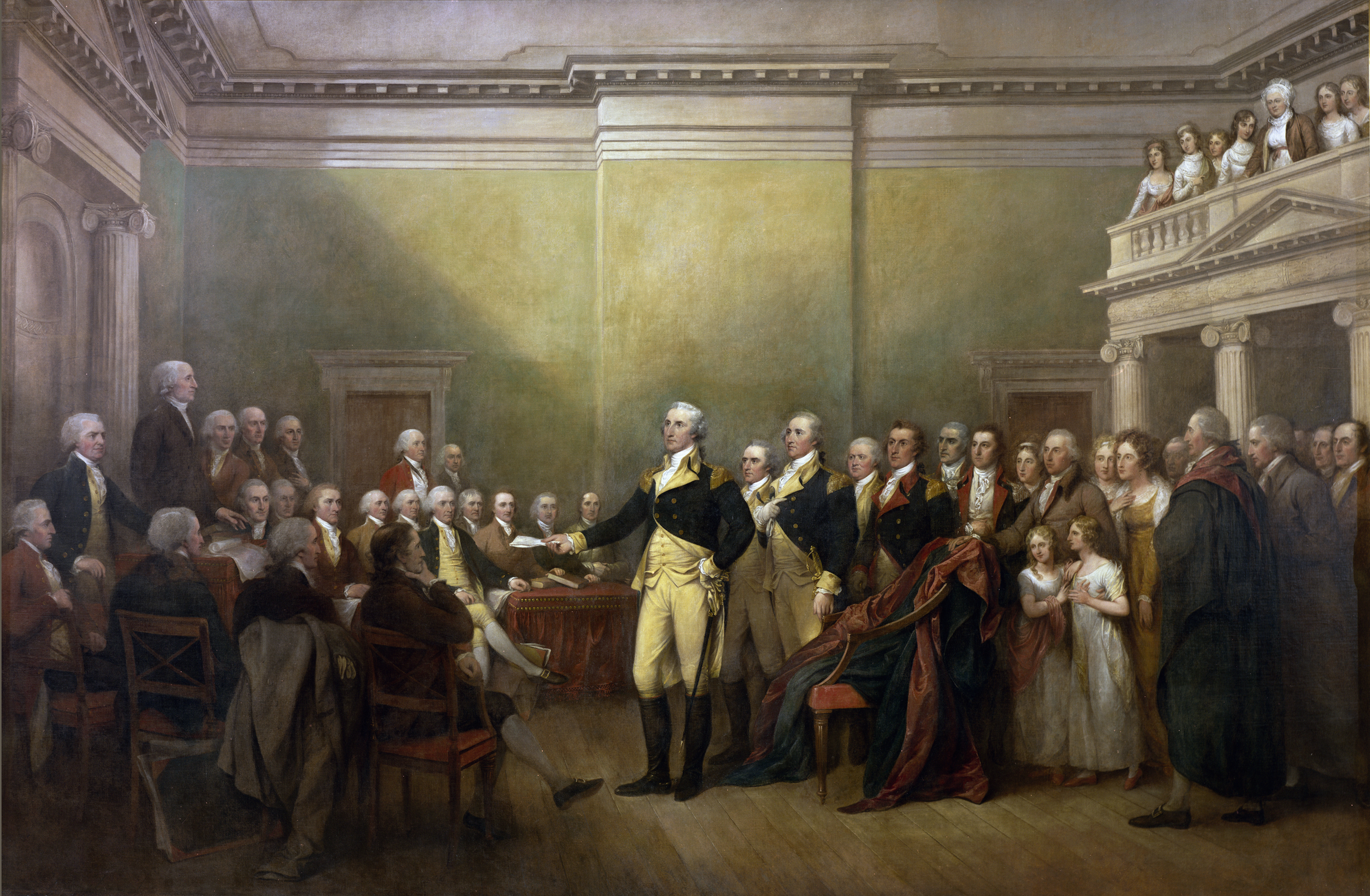
존 트럼불의 조지 워싱턴 장군의 사임

총사령관으로서 워싱턴의 가장 중요한 공헌 중 하나는 군 장교가 아닌 민간 선출직 공무원이 군대에 대한 최종적인 권한을 가진다는 선례를 확립한 것이다. 이것은 공화주의의 핵심 원칙이었지만, 워싱턴에 의해 쉽게 위반될 수 있었다. 전쟁 내내 그는 의회와 주 공무원들의 권위에 복종했고, 전투가 끝난 후 자신의 상당한 군사력을 포기했다. 1783년 3월, 워싱턴은 자신의 영향력을 사용하여 미지급 임금에 대해 의회에 맞서겠다고 위협했던 육군 장교 집단을 해산시켰다. 워싱턴은 자신의 군대를 해산하고 "미합중국 군대에 대한 고별 명령"에서 공직 생활을 사임할 의사를 밝혔다. 며칠 후인 1783년 11월 25일, 영국군이 뉴욕 시에서 철수했고, 워싱턴과 주지사가 도시를 장악했다. 12월 4일 도시의 프라운시스 선술집에서 그는 공식적으로 장교들에게 작별을 고했다. 1783년 12월 23일, 워싱턴은 메릴랜드주 아나폴리스에 있는 연합회의에 총사령관 직책을 사임했다.

## 유사전쟁 복무
1798년 가을, 워싱턴은 프랑스와의 전면전 위협에 대처하기 위한 군대를 창설하는 일에 몰두했다. 존 애덤스 대통령은 그에게 총사령관 직책을 다시 맡아 전쟁이 발발할 경우 군대를 모집해 달라고 요청했다. 워싱턴은 절대적으로 필요한 경우에만 현장에서 복무하며, 부하를 자신이 선택할 수 있다는 조건을 내걸고 동의했다. 그의 선택된 지휘관들의 상대적 서열을 두고 논쟁이 벌어졌다. 워싱턴은 알렉산더 해밀턴을 감찰총장이자 부사령관으로 선택했으며, 그 다음으로 찰스 코츠워스 핑크니와 헨리 녹스를 선택했다. 이 계급은 이들이 혁명 기간 동안 가졌던 계급의 역순이었다. 애덤스는 녹스에게 가장 중요한 역할을 맡기려 했지만, 워싱턴은 자신의 선택이 승인되지 않으면 사임하겠다고 위협하며 고집했다. 그는 승리했지만, 이 사건은 헨리 녹스와의 관계를 눈에 띄게 냉각시켰고, 애덤스와 그의 내각과의 관계를 손상시켰다. 이 문제의 해결은 휴식할 기회를 주지 않았다. 워싱턴은 새로운 군사 편성을 위한 장교를 찾는 지루한 작업에 착수했다. 1799년 봄, 프랑스와 미국 간의 긴장 완화로 워싱턴은 개인적인 문제에 다시 집중할 수 있게 되었다.

## 사후 진급
조지 워싱턴은 1799년 12월 14일 67세의 나이로 사망했다. 사망 당시 그는 미 육군 명부에 중장으로 등재되어 있었다. 이후 177년 동안 다양한 장교들이 워싱턴의 계급을 넘어섰으며, 그중 첫 번째는 율리시스 S. 그랜트로, 그는 남북 전쟁에서의 역할로 1866년에 육군 장군으로 진급했다. 1976년 7월 4일부로 워싱턴은 의회 공동 결의에 따라 미육군장군으로 사후 진급되었다. 이 결의는 워싱턴의 선임권이 과거 또는 현재의 모든 군 계급에 우선한다고 명시하여, 사실상 워싱턴을 역사상 가장 높은 계급의 미군 장교로 만들었다.

## 역사적 평가
역사가들은 워싱턴이 주요 전투를 선호했는지, 아니면 더 큰 영국군이 자신을 잡을 수 없도록 빠르고 날카로운 공격 후 퇴각하는 파비우스 전략을 활용했는지에 대해 논쟁한다. 그의 남부 사령관 그린은 1780-81년에 파비우스 전술을 사용했다. 워싱턴은 1776년 가을부터 1777년 봄까지 뉴욕 시를 잃고 군대의 대부분이 와해된 후에만 그렇게 했다. 트렌턴과 프린스턴은 파비우스의 예시였다. 1777년 여름까지 워싱턴은 전력을 재건하고 자신감을 되찾았다. 그는 기습 공격을 중단하고 브랜디와인, 저먼타운, 몬머스, 요크타운과 같은 대규모 대결에 나섰다.

## 계급 역사
| 계급                          | 소속                   | 날짜                                        |
| ----------------------------- | ---------------------- | ------------------------------------------- |
| 소령 겸 부관                  | 버지니아 식민지 민병대 | 1752년 12월 13일                            |
| 중령                          | 버지니아 연대          | 1754년 3월 15일                             |
| 대령                          | 버지니아 연대          | 1755년 8월 14일                             |
| 장군 (총사령관)               | 대륙육군               | 1775년 6월 15일                             |
| 중장                          | 미국 육군              | 1798년 7월 3일                              |
| 미합중국 육군 총사령관 (사후) | 미국 육군              | 1978년 3월 13일, 1976년 7월 4일로 소급 적용 |

- 장군으로 복무하는 동안 워싱턴은 3개의 육각별(현재는 중장의 휘장으로 오각별 3개 사용)을 달았다.[148]

## 워싱턴의 독립 전쟁 전투 요약
다음은 조지 워싱턴이 지휘관이었던 전투 요약이다.
| 전투            | 날짜                             | 결과   | 상대           | 미국군 병력  | 적군 병력     | 미국군 사상자 | 적군 사상자 | 비고                           |
| --------------- | -------------------------------- | ------ | -------------- | ------------ | ------------- | ------------- | ----------- | ------------------------------ |
| 보스턴          | 1775년 7월 3일 – 1776년 3월 17일 | 승리   | 게이지 및 하우 | 6,000–16,000 | 4,000–11,000  | 19            | 95          |                                |
| 롱아일랜드      | 1776년 8월 27일                  | 패배   | 하우           | 10,000       | 20,000        | 2,000         | 388         |                                |
| 킵스 베이       | 1776년 9월 15일                  | 패배   | 클린턴         | 500          | 4,000         | 370           | 12          |                                |
| 할렘 하이츠     | 1776년 9월 16일                  | 승리   | 레슬리         | 1,800        | 5,000         | 130           | 92–390      | 워싱턴의 전쟁 중 첫 야전 승리. |
| 화이트 플레인스 | 1776년 10월 28일                 | 패배   | 하우           | 3,100        | 4,000–7,500   | 217           | 233         |                                |
| 워싱턴 요새     | 1776년 11월 16일                 | 패배   | 하우           | 3,000        | 8,000         | 2,992         | 458         |                                |
| 트렌턴          | 1776년 12월 26일                 | 승리   | 랄             | 2,400        | 1,500         | 5             | 905–1,005   |                                |
| 제2차 트렌턴    | 1777년 1월 2일                   | 승리   | 콘월리스       | 6,000        | 5,000         | 7–100         | 55–365      |                                |
| 프린스턴        | 1777년 1월 3일                   | 승리   | 모후드         | 4,500        | 1,200         | 65–89         | 270–450     |                                |
| 브랜디와인      | 1777년 9월 11일                  | 패배   | 하우           | 14,600       | 15,500        | 1,300         | 587         |                                |
| 구름            | 1777년 9월 16일                  | 패배   | 하우           | 10,000       | 18,000        | 100           | 100         |                                |
| 저먼타운        | 1777년 10월 4일                  | 패배   | 하우           | 11,000       | 9,000         | 1,111         | 533         |                                |
| 화이트 마쉬     | 1777년 12월 5일 – 8일            | 무승부 | 하우           | 9,500        | 10,000        | 204           | 112         |                                |
| 몬머스          | 1778년 6월 28일                  | 무승부 | 클린턴         | 11,000       | 14,000–15,000 | 362–500       | 295–1,136   |                                |
| 요크타운        | 1781년 9월 28일 – 10월 19일      | 승리   | 콘월리스       | 18,900       | 9,000         | 389           | 7,884–8,589 |                                |

## 같이 보기
- 미국 독립 전쟁의 미국 민병대 목록
- 조지 워싱턴의 참고 문헌
- 조지 워싱턴 문서 목록
- 조지 워싱턴의 이로쿼이 연맹과의 관계

## 내용주
1. ↑  이 용어는 제2차 포에니 전쟁에서 한니발의 침공에 맞서 파비우스 장군이 사용한 로마 전략에서 유래했다.
2. ↑  페를링과 엘리스는 워싱턴이 파비우스 전술을 선호했다고 주장하고, 히긴보덤은 이를 부인한다.[142]

## 참고 문헌
- Alden, John R. (1993). 《조지 워싱턴, 전기》. 노워크: 이튼 프레스. ISBN 9780807141083.
- Anderson, Fred (2000). 《전쟁의 도가니: 7년 전쟁과 영국령 북미 제국의 운명, 1754–1766》. 뉴욕: 알프레드 A. 크노프. ISBN 978-0-375-40642-3.
- Anderson, Fred (2005). 《미국을 만든 전쟁》. 뉴욕: 바이킹. ISBN 0-670-03454-1.
- Bell, William Gardner. 사령관 및 참모장 (군사 역사 센터)
- Buchanan, John (2004). 《밸리 포지로 가는 길: 워싱턴이 혁명을 승리로 이끈 군대를 어떻게 만들었는가》. 호보켄, 뉴저지: 존 와일리 앤 손즈. ISBN 978-0471-44156-4.
- Chernow, Ron (2010). 《워싱턴: 한 삶》. 뉴욕: 펭귄. ISBN 978-1-59420-266-7. OCLC 535490473.
- Ellis, Joseph J. (2004). 《폐하: 조지 워싱턴》. 뉴욕: 알프레드 A. 크노프. ISBN 1-4000-4031-0.
- Ferling, John E. (2010) [1988]. 《최초의 남자: 조지 워싱턴의 삶》. 뉴욕: 옥스퍼드 대학교 출판부. ISBN 978-0-19-539867-0.
- Fischer, David Hackett (2004). 《워싱턴의 횡단》. 옥스퍼드, 영국; 뉴욕: 옥스퍼드 대학교 출판부. ISBN 0-19-517034-2.
- Fleming, Thomas (2005). 《워싱턴의 비밀 전쟁》. 뉴욕: 스미소니언 북스. ISBN 978-0-06-082962-9. OCLC 237047336.
- Flexner, James Thomas (1968). 《미국 독립 혁명기의 조지 워싱턴 (1775–1783)》. 보스턴: 리틀, 브라운. OCLC 166632872. 플렉스너의 4권짜리 전기 중 2권.
- Flexner, James Thomas (1974). 《워싱턴: 필수불가결한 인물》. 보스턴, MA: 리틀, 브라운. OCLC 450725539. 플렉스너의 4권짜리 전기를 한 권으로 압축.
- Freeman, Douglas S (1948–1957). 《조지 워싱턴: 전기》. 뉴욕: 스크리브너. OCLC 425613. 퓰리처상을 수상한 7권짜리 학술 전기.
- Freeman, Douglas S; Harwell, Richard (1968). 《워싱턴》. 뉴욕: 스크리브너. OCLC 426557. 프리먼의 다권 전기의 요약본.
- —— (1968).  Harwell, Richard Barksdale, 편집. 《워싱턴》. 뉴욕: 스크리브너. OCLC 426557.
- Grizzard, Frank E., Jr. (2002) George Washington: A Biographical Companion. ABC-CLIO, 2002. 436 pp.  종합 백과사전
- Higginbotham, Don (1985). 《조지 워싱턴과 미국 군사 전통》. 애서너스, GA: 조지아 대학교 출판부. ISBN 978-0-8203-0786-2. OCLC 489783125.
- Higginbotham, Don (1971). 《미국 독립 전쟁: 군사적 태도, 정책 및 관행, 1763–1789》.
- Ketchum, Richard M (1973). 《겨울 병사들》. 가든 시티, 뉴욕: 더블데이. ISBN 0-385-05490-4. OCLC 640266.
- Leckie, Robert (1993). 《조지 워싱턴의 전쟁: 미국 혁명 서사시》. 뉴욕: 하퍼콜린스. ISBN 978-0-06-092215-3. OCLC 29748139.
- Lengel, Edward G. (2005). 《조지 워싱턴 장군: 군사적 삶》. 뉴욕: 랜덤 하우스. ISBN 1-4000-6081-8.
- Lengel, Edward G. ed. (2012) A Companion to George Washington, (2012), essays by scholars that emphasize the historiography
- Lengel, Edward G. ed. (2007) The Glorious Struggle: George Washington's Revolutionary War Letters (Smithsonian Books, 2007), Primary sources
- 제리 D. 모어록 (2002). 〈전략가로서의 워싱턴〉. 《복합 전쟁》. 다이앤 출판. 53–89쪽. ISBN 978-1-4289-1090-4.
- Randall, Willard Sterne (1997). 《조지 워싱턴: 한 삶》. 헨리 홀트. ISBN 9780805027792.
- Royster, Charles. (1979) A Revolutionary People at War: The Continental Army and the American Character, 1775–1783 (노스캐롤라이나 대학교 출판부, 1979)

### 간첩 활동
- 크래리, 캐서린 스넬. "토리와 스파이: 제임스 리빙턴의 이중 생활." 윌리엄 앤 메리 쿼털리 (1959): 16#1 pp 61–72. 온라인
- Harty, Jared B. "조지 워싱턴: 미국 혁명을 구한 스파이 마스터이자 장군" (스태프 페이퍼, No. ATZL-SWV. 육군 지휘 참모 대학 포트 레번워스, 첨단 군사 연구 학교, 2012) 온라인.
- Kaplan, Roger. "숨겨진 전쟁: 미국 혁명 기간의 영국 정보 작전." 윌리엄 앤 메리 쿼털리 (1990) 47#1: 115–138. 온라인
- Kilmeade, Brian, and Don Yaeger. George Washington's Secret Six: The Spy Ring that Saved the American Revolution (펭귄, 2016).
- Mahoney, Harry Thayer, and Marjorie Locke Mahoney. Gallantry in action: A biographic dictionary of espionage in the American revolutionary war (미국 대학교 출판부, 1999).
- Misencik, Paul R. Sally Townsend, George Washington's Teenage Spy (맥팔랜드, 2015).
- O'Toole, George J.A. Honorable Treachery: A History of US Intelligence, Espionage, and Covert Action from the American Revolution to the CIA (2판. 2014).
- Rose, Alexander. Washington's Spies: The Story of America's First Spy Ring (2006)